# A. R. L. Wijesekera
Asoka Ranjit L. „A. R. L.“ Wijesekera (* um 1935) ist ein sri-lankischer Badmintonspieler, Badmintonfunktionär und Forscher. 

## Karriere
A. R. L. Wijesekera gewann in Sri Lanka neun nationale Meistertitel im Badminton, wobei er fünf Titel im Doppel und vier im Mixed erringen konnte. Nach seiner aktiven Karriere war er als Funktionär unter anderem als Präsident des Mercantile Badminton Clubs. Im beruflichen Leben war er nach seiner Promotion unter anderem als Chairman der Sri Lanka Standards Institution tätig.

## Sportliche Erfolge
| Saison | Veranstaltung               | Disziplin    | Platz | Name                                    |
| ------ | --------------------------- | ------------ | ----- | --------------------------------------- |
| 1956   | Sri-lankische Meisterschaft | Mixed        | 1     | A. R. L. Wijesekera / Nanda Wijesekera  |
| 1957   | Sri-lankische Meisterschaft | Mixed        | 1     | A. R. L. Wijesekera / Nanda Wijesekera  |
| 1958   | Sri-lankische Meisterschaft | Mixed        | 1     | A. R. L. Wijesekera / Nanda Wijesekera  |
| 1958   | Sri-lankische Meisterschaft | Herrendoppel | 1     | V. Veeraraghavan / A. R. L. Wijesekera  |
| 1960   | Sri-lankische Meisterschaft | Herrendoppel | 1     | V. Veeraraghavan / A. R. L. Wijesekera  |
| 1961   | Sri-lankische Meisterschaft | Mixed        | 1     | A. R. L. Wijesekera / Nanda Wijesekera  |
| 1964   | Sri-lankische Meisterschaft | Herrendoppel | 1     | Gerry Chandrasena / A. R. L. Wijesekera |
| 1965   | Sri-lankische Meisterschaft | Herrendoppel | 1     | Gerry Chandrasena / A. R. L. Wijesekera |
| 1966   | Sri-lankische Meisterschaft | Herrendoppel | 1     | Gerry Chandrasena / A. R. L. Wijesekera |